# زبان اشاره اوروگوئه‌ای
زبان اشاره اوروگوئه‌ای، زبان اشاره‌ای است که توسط ناشنوایان و کم شنوایان در اروگوئه استفاده می‌شود.